# Semiangusta
Semiangusta – rodzaj chrząszczy z rodziny kózkowatych i podrodziny zgrzypikowych.

## Zasięg występowania
Przedstawiciele tego rodzaju występują w Azji Zachodniej.

## Systematyka
Do Semiangusta należą 4 gatunki:
- Semiangusta ambrusi
- Semiangusta delagrangei
- Semiangusta katarinae
- Semiangusta rebeccae